# 德国洪堡基金会
德国洪堡基金会，全称亚历山大·冯·洪堡基金会（德語：Alexander von Humboldt-stiftung）是德国政府为了纪念自然学家亚历山大·冯·洪堡于1860年创建的具有司法权能的基金会，在国际上享有极高的声誉。
洪堡基金设有严格的遴选程序，由大约100名不同专业的著名科学家组成的遴选委员会对初选入围的申请者进行讨论表决。洪堡基金会提供著名的洪堡学者研究奖学金，既为刚踏上科研道路的"年轻博士后"，也为"知名学者"提供资助。洪堡基金会每年提供大约600个"洪堡研究奖学金"，每年在全球100多个国家的高质量候选者中，仅有20-25%获得批准。
得到德国洪堡基金资助的学者，自动获得洪堡学者的终身荣誉头衔，并且会得到德国总统的接见会晤。
在150多年的历史中，洪堡基金已资助了来自140多个国家的超过3万名学者，其中包括57名诺贝尔奖获得者。

## 历史
德国洪堡基金会促进来自国外和德国的优秀科学家和学者之间的学术合作。德国洪堡基金会不但为杰出的科学家提供赞助，而且还将他们整合在一个跨越世界的网络中。这个“洪堡家庭”将来自世界的学术精英与德国联系在一起。洪堡基金会以资助全世界各国优秀科学家而闻名，主要学科有：自然科学、人文、生命科学、工程等。德国洪堡基金会每年为2000余名来自全世界的青年科学家提供资助。洪堡基金设有严格的遴选程序，由大约100名不同专业的著名科学家组成的遴选委员会对初选入围的申请者进行讨论表决。2021年止，已资助了来自140多个国家的超过3万名青年科学家，其中包括57名诺贝尔奖获得者，包括2021年诺贝尔化学奖得主Benjamin List，2020年诺贝尔化学奖得主Emmanuelle Charpentier等。基金会的一个核心目标是为研究者和科学家建立全球网络。根据章程规定，基金会不资助项目，而是资助产出顶级科研成果的个人，它明确强调“个人先锋精神”对科学进步的意义。支持这些学者组成网络，这正是基金会的目的所在。基金会把受其资助的人称作‘洪堡学者’，以此来强调它是一个奖学金生和获奖者全球共同体的理念。洪堡学者是终身荣誉，德国总统每年在总统府接见洪堡学者。在亚历山大·冯·洪堡基金会颁发多个奖项，其中金额最高的奖项是“洪堡教授”，从事实验研究的科学家可获500万欧元，从事理论研究的科学家可获350万欧元，获奖科学家们可用这笔奖金从事五年的科学研究。
洪堡基金会理事会由主席、德国科学界各大学术组织主席、联邦各州文教部长联席会议主席以及两位联邦政府部长组成。现任德国洪堡基金会秘书长为恩诺·奥夫德海德（Enno Aufderheide）。洪堡基金会的资金95%来自联邦政府，1%来欧盟，4%来自其他捐赠。
1945年，基金会随着德意志帝国的瓦解，停止了活动，基金会于1953年12月10日恢复。

## 与中国
1933年，顾班昌（Gu Ban-Tschang 音译）成为第一位获得洪堡奖学金的中国学者，1979年，中华人民共和国第一批学者获得洪堡奖学金，1992年，北京中央民族大学耿世民和中国科学院应用数学所朱力行获得洪堡研究奖，中国科学院应用数学所马志明获得马克思·普朗克科研奖。2011年，同济大学德语系赵劲教授作为首位中国学者获得青年杰出学者洪堡奖。
从1953年到2017年间，先后有2170名中国学者获得洪堡基金会各类奖学金资助。
德国洪堡基金会秘书长恩诺·奥夫德海德上任后多次访问中华人民共和国，2011年2月24日，中国科学院院长路甬祥在京会见来访恩诺·奥夫德海德。2013年9月19日，同济大学裴钢校长、董琦副校长在同济大学旭日楼会见恩诺·奥夫德海德。2019年3月22日，恩诺·奥夫德海德于浙江大学玉泉校区举办讲座。2019年3月23日，恩诺·奥夫德海德访问浙江工业大学，校长李小年会见来宾。